# Абдаллах ибн Фейсал Аль-Сауд
Абдаллах ибн Фейсал Аль-Сауд (араб. عبد الله الفيصل بن عبد العزيز آل سعود‎; 18 июня 1923 — 8 мая 2007) — саудовский принц и государственный деятель. Старший сын короля Фейсала и второй внук короля Абдул-Азиза (после Фейсала).

## Биография
Родился в Эр-Рияде 18 июня 1922 года в семье будущего короля, принца Фейсала.Его матерью была Султана Аль Судайри.Иногда указывается 1921 или 1922 год рождения.
В 1939 году завершил своё образование в Мекке.
В 1946 году стал наместником Хиджаза.
С 1949 по 1950 год был министром здравоохранения Саудовской Аравии.
С 1951 по 1959 год был министром внутренних дел Саудовской Аравии.
Помимо этого с 1956 по 1971 годы был президентом Саудовской футбольной федерации.
В 1960-х годах ушёл из политики и занялся бизнесом. Основатель двух компаний: Al Faisaliah Group(была основана в 1970 году) и SIGMA (Saudi Investment Group and Marketing) (основана в 1979 году).
Умер 8 мая 2007 года в Мекке. Похоронен на кладбище Аль-Адль.
Имел ряд международных наград.

## Семья
Имел 9 сыновей и дочь.
Его старший сын, принц Халид (1941—1985), был бизнесменом. Он является отцом принца Мухаммеда (род. 1967), возглавляющего банк Фейсал Групп.
Его сын, принц Мухаммед (1943—2011) был президентом «Аль-Ахли» (1982—1984), до этого в 1981 году клуб возглавлял его отец.
Другой сын, принц Сауд (1946—2020) был военным офицером и бизнесменом, умер от заражения COVID-19.